# Gouvernement Chautemps II
Troisième République
Sarraut I Daladier II

## Date
- Début du gouvernement : 26 novembre 1933
- Fin du gouvernement : 27 janvier 1934

## Composition
| Portefeuille                                                                                          | Titulaire | Titulaire                                  | Parti |
| --- | --------- | ------------------------------------------ | ----- |
| Président du Conseil                                                                                  |           | Camille Chautemps                          | PRRRS |
| Ministres                                                                                             |           |                                            |       |
| Ministre de la Guerre                                                                                 |           | Édouard Daladier                           | PRRRS |
| Ministre des Affaires étrangères                                                                      |           | Joseph Paul-Boncour                        | PRS   |
| Ministre de l'Éducation nationale                                                                     |           | Anatole de Monzie                          | PSF   |
| Ministre de l'Intérieur                                                                               |           | Camille Chautemps                          | PRRRS |
| Ministre de la Justice                                                                                |           | Eugène Raynaldy                            | AD    |
| Ministre de l'Agriculture                                                                             |           | Henri Queuille                             | PRRRS |
| Ministre des Finances                                                                                 |           | Georges Bonnet                             | PRRRS |
| Ministre des Travaux publics                                                                          |           | Joseph Paganon                             | PRRRS |
| Ministre des Colonies                                                                                 |           | Albert Dalimier (jusqu’au 9 janvier 1934)  | PRRRS |
| Ministre des Colonies                                                                                 |           | Lucien Lamoureux                           | PRRRS |
| Ministre du Travail et de la Prévoyance Sociale                                                       |           | Lucien Lamoureux (jusqu’au 9 janvier 1934) | PRRRS |
| Ministre du Travail et de la Prévoyance Sociale                                                       |           | Eugène Frot                                | PRS   |
| Ministre du Commerce et de l’Industrie                                                                |           | Laurent Eynac                              | RI    |
| Ministre du Budget                                                                                    |           | Paul Marchandeau                           | PRRRS |
| Ministre des Postes, Télégraphes et Téléphones                                                        |           | Jean Mistler                               | PRRRS |
| Ministre de la Santé publique                                                                         |           | Alexandre Israël                           | PRRRS |
| Ministre de la Marine                                                                                 |           | Albert Sarraut                             | PRRRS |
| Ministre des Pensions                                                                                 |           | Hippolyte Ducos                            | PRRRS |
| Ministre de l'Air                                                                                     |           | Pierre Cot                                 | PRRRS |
| Ministre de la Marine marchande                                                                       |           | Eugène Frot (jusqu’au 9 janvier 1934)      | PRS   |
| Ministre de la Marine marchande                                                                       |           | William Bertrand                           | PRRRS |
| Sous-secrétaires d’État                                                                               |           |                                            |       |
| Sous-secrétaire d’État à la Présidence du Conseil et à l’Intérieur chargé de la Présidence du conseil |           | Philippe Marcombes                         | PRRRS |
| Sous-secrétaire d’État à la Présidence du Conseil et à l’Intérieur chargé de l'Économie nationale     |           | Raymond Patenôtre                          | RI    |
| Sous-secrétaire d’État à la Présidence du Conseil et à l’Intérieur chargé de l’Intérieur              |           | William Bertrand (jusqu’au 9 janvier 1934) | PRRRS |
| Sous-secrétaire d’État aux Affaires étrangères                                                        |           | François de Tessan                         | PRRRS |
| Sous-secrétaire d’État à l’Éducation nationale chargé de l’Enseignement technique                     |           | Victor Le Gorgeu                           | PRRRS |
| Sous-secrétaire d’État à l’Éducation nationale chargé de l’Éducation physique                         |           | Adolphe Chéron                             | RI    |
| Sous-secrétaire d’État à la Guerre                                                                    |           | Guy La Chambre                             | SE    |
| Sous-secrétaire d’État à l’Air                                                                        |           | Charles Delesalle                          | RI    |

## Politique menée
Le gouvernement démissionne à la suite de l'affaire Stavisky.